# Love and My Best Friend
Love and My Best Friend è un brano della cantante statunitense Janet Jackson estratto come singolo nel 1983 dal suo primo album in studio, Janet Jackson.

## Tracce
1. Love and My Best Friend – 4:48
2. The Magic Is Working – 4:08

### Versioni ufficiali
1. Love and My Best Friend (Album Version)
2. Love and My Best Friend (Single Version)